# Raigaon
Raigaon fou un estat tributari protegit de l'agència de Baghelkhand a l'Índia central.
Era territori feudatari de Sohawal, tingut en jagir per una branca júnior de la família reial, sent sobirà vers 1900 Lai Raghubansman Prasad Singh, cinquè descendent de Lai Sarabjit (Sarup) Singh, que el va rebre del seu germà gran Rais Mahipat Singh de Sohawal.